# Мелпиняно
Мелпиня̀но (на италиански: Melpignano, на местен диалект Melpignanu, Мелпиняну, на грико, Lipignana, Липиняна) е село и община в Южна Италия, провинция Лече, регион Пулия. Разположено е на 89 m надморска височина. Населението на общината е 2210 души (към 2011 г.).
В това село живее гръцко общество, което говори на особен гръцки диалект, наречен грико. Село Мелпиняно е част от етнографическия район Салентинска Гърция.